# Apicio (II secolo)
Apicio (... – II secolo) è stato un cuoco romano.
Scoprì un modo di conservare le ostriche fresche e inviarle all'imperatore Traiano mentre era in Mesopotamia nel 115 d.C. circa. L'informazione proviene da un'epitome dei Deipnosofisti di Ateneo di Naucrati: se corretta sarebbe il terzo Apicio esperto in gastronomia.
Il ricettario tardo-romano di Apicio presenta una ricetta per preservare le ostriche. Probabilmente è l'unico dettaglio in cui il ricettario ha un collegamento storico con uno dei tre Apicio. Una delle sue ricette più famose è il cosiddetto aper conditum o cinghiale candito.